# Alexandre (pel·lícula)
Alexandre (títol original en anglès: Alexander) és una pel·lícula èpica del 2004 basada en la vida d'Alexandre el Gran. Va ser dirigida per Oliver Stone, amb Colin Farrell de protagonista. El guió de la pel·lícula era basada en una part del llibre Alexandre el Gran, escrit als anys 70 per Robin Lane Fox de la Universitat d'Oxford. La pel·lícula fou doblada al català.
La pel·lícula va fer el ridícul després de llançar-se als Estats Units, recaptant només 34 milions de dòlars, quan la producció va costar 155 milions de dòlars. Tanmateix, li va anar millor en la seva trajectòria internacional, obtenint un total d'ingressos de 132 milions de dòlars a l'estranger.
Les dues primeres versions del DVD d'Alexander el Gran (el muntatge del director i la versió estrenada als cinemes) van vendre unes 3.5 de còpies als Estats Units. La tercera versió d'Oliver Stone, Alexander Revisited: The Final Cut (2007) va vendre un milió de còpies.

## Argument
La pel·lícula està basada en la vida d'Alexandre el Gran, rei de Macedònia, qui va conquerir Anatòlia, Egipte, Pèrsia i una part de l'Índia Antiga. S'hi mostren alguns moments clau de la joventut d'Alexandre, la seva invasió del poderós Imperi Persa i la seva mort. També explica els seus primers anys, incloent-hi la seva difícil relació amb el seu pare Filip II de Macedònia, la seva tensió amb els sentiments vers la seva mare Olímpia, la unificació de les ciutats estat i els dos regnes grecs (Macedònia i Epir) sota la Lliga hel·lènica, i la conquesta de l'Imperi Persa el 331 aC. També s'hi expliquen els seus plans de reforma per a l'imperi i els intents que va fer per arribar la fi del món conegut.

## Dates d'estrena i recepció
El 24 de novembre de 2004, Alexander es va estrenar a 2.445 locals i va guanyar 13.687.087 dòlars el mateix cap de setmana inicial, ocupant el sisè lloc a la taquilla nord-americana i el segon entre els nous llançaments de la setmana. Al tancar l'1 de febrer de 2005, la pel·lícula va obtenir 34.297.191 dòlars nacionals i 133.001.001 dòlars a l'estranger per un total mundial de 167.298.192 dòlars. A partir d'un pressupost de 155 milions de dòlars, la pel·lícula fou una bomba de taquilla.